# Талмедж (Мен)
Талмедж (англ. Talmadge) — місто (англ. town) в США, в окрузі Вашингтон штату Мен. Населення — 70 осіб (2020).

## Демографія
Згідно з переписом 2010 року, у місті мешкали 64 особи в 30 домогосподарствах у складі 21 родини. Було 61 помешкання
Расовий склад населення:
| - 100,0 % — білих |

До двох чи більше рас належало 0,0 %. Частка іспаномовних становила 0,0 % від усіх жителів.
За віковим діапазоном населення розподілялося таким чином: 17,2 % — особи молодші 18 років, 59,4 % — особи у віці 18—64 років, 23,4 % — особи у віці 65 років та старші. Медіана віку мешканця становила 54,3 року. На 100 осіб жіночої статі у місті припадало 82,9 чоловіків;  на 100 жінок у віці від 18 років та старших — 82,8 чоловіків також старших 18 років.
Середній дохід на одне домашнє господарство  становив 35 759 доларів США (медіана — 41 250), а середній дохід на одну сім'ю — 36 484 долари (медіана — 32 250). За межею бідності перебувало 20,7 % осіб, у тому числі 31,6 % дітей у віці до 18 років та 6,1 % осіб у віці 65 років та старших.
Цивільне працевлаштоване населення становило 24 особи. Основні галузі зайнятості: роздрібна торгівля — 37,5 %, науковці, спеціалісти, менеджери — 25,0 %, сільське господарство, лісництво, риболовля — 20,8 %.